# ジメチルジスルフィド
ジメチルジスルフィド(Dimethyl disulfide、DMDS)、別名二硫化メチル、二硫化ジメチル(Methyl disulfide)、ジメチルペルジスルフィド(Dimethyl perdisulfide)、2,3-ジチアブタン(2,3-Dithiabutane)）は、有機硫黄化合物（ジスルフィド）である。
刺激性が強く、ニンニクに似た特有の硫黄臭を持ち、特定悪臭物質に指定されている。一方で、タマネギやキャベツなどの食品用香料として使用される。消防法に定める第4類危険物 第1石油類に該当する。

## 性質
引火性（引火点24℃）、爆発性（爆発限界1.1～16v/v％）があり、人体に有害。強酸化剤、強還元剤、強塩基と激しく反応する。オクタノール水分配比が1.77、水への溶解度は0.25g/100mLと難溶性。エタノール、エーテルほか有機溶媒に易溶。

## 存在
コチなど一部の魚、アブラナ科の植物、ニンニクなどに含まれ、特に腐敗すると誘導体の分解により発生する。
中国北京市で作られている、豆腐にケカビを付け、塩漬けして発酵させた「青腐乳」（別名「臭豆腐」、「青方」）にはインドール、フェノール、ジメチルトリスルフィド、酢酸エチル、トリメチルヒドラジンなどと共に含まれており、刺激性ある臭気成分が独特の風味として作用している。

## 用途
脱硫触媒用の初期硫化剤、農薬製造の中間体、硫黄の溶剤、チオメチル化剤、食品の香料。
工学用途では、略称のDMDSがよく使われる。オレフィンの構造異性体をGC（ガスクロマトグラフィー）分析する際、オレフィン部位のDMDS化を行うと分離能が向上する。

## 有害性
急性毒性があるが、慢性毒性、発ガン性、蓄積性はないか、低いとみられる。水生生物毒性があり、生物分解されない（BOD/TOD比＝0％）
- LD50 190mg/kg (経口 ラット)
- LC50 1.1mg/L/96H (メダカ)